# Ramgram
Ramgram (in lingua nepali: रामग्राम) è una municipalità del Nepal, situata nella provincia di Lumbini e capoluogo del distretto di Parasi, istituito nel 2015.